# Papiermoerbei
De papiermoerbei (Broussonetia papyrifera, basioniem: Morus papyrifera L.) is een boom uit de moerbeifamilie, die van nature voorkomt in Oost-Azië.
Per 7 augustus 2025 staat de papiermoerbei op de Unielijst voor invasieve uitheemse soorten.

## Kenmerken
De bladeren zijn variabel in vorm (zelfs aan dezelfde tak), ongelobd ovaal tot diep drielobbig, waarbij snelgroeiende jonge planten vaker gelobde bladeren hebben. De bladeren zijn 7-20 cm lang, aan de bovenzijde ruw, donsachtig behaard aan de onderzijde en hebben een fijne getande rand. In "Onze loofhoutgewassen" van W.J.Hendriks worden maar liefst zes verschillende bladtypen genoemd.
Het gewas is tweehuizig, met de mannelijke en vrouwelijke bloemen aan afzonderlijke bomen. De mannelijke bloemen groeien in een langwerpige, katjesachtige bloeiwijze en de vrouwelijke bloemen groeien in een bolvormige bloeiwijze, waaruit in de zomer een 3-4 cm groot vruchtverband ontstaat dat zich vult met knotsvormige en roodoranje vruchtjes, die zoet zijn, sappig en kwetsbaar. De struik of boom verlangt een zonnige en beschutte standplaats en het liefst een kalkrijke bodem.

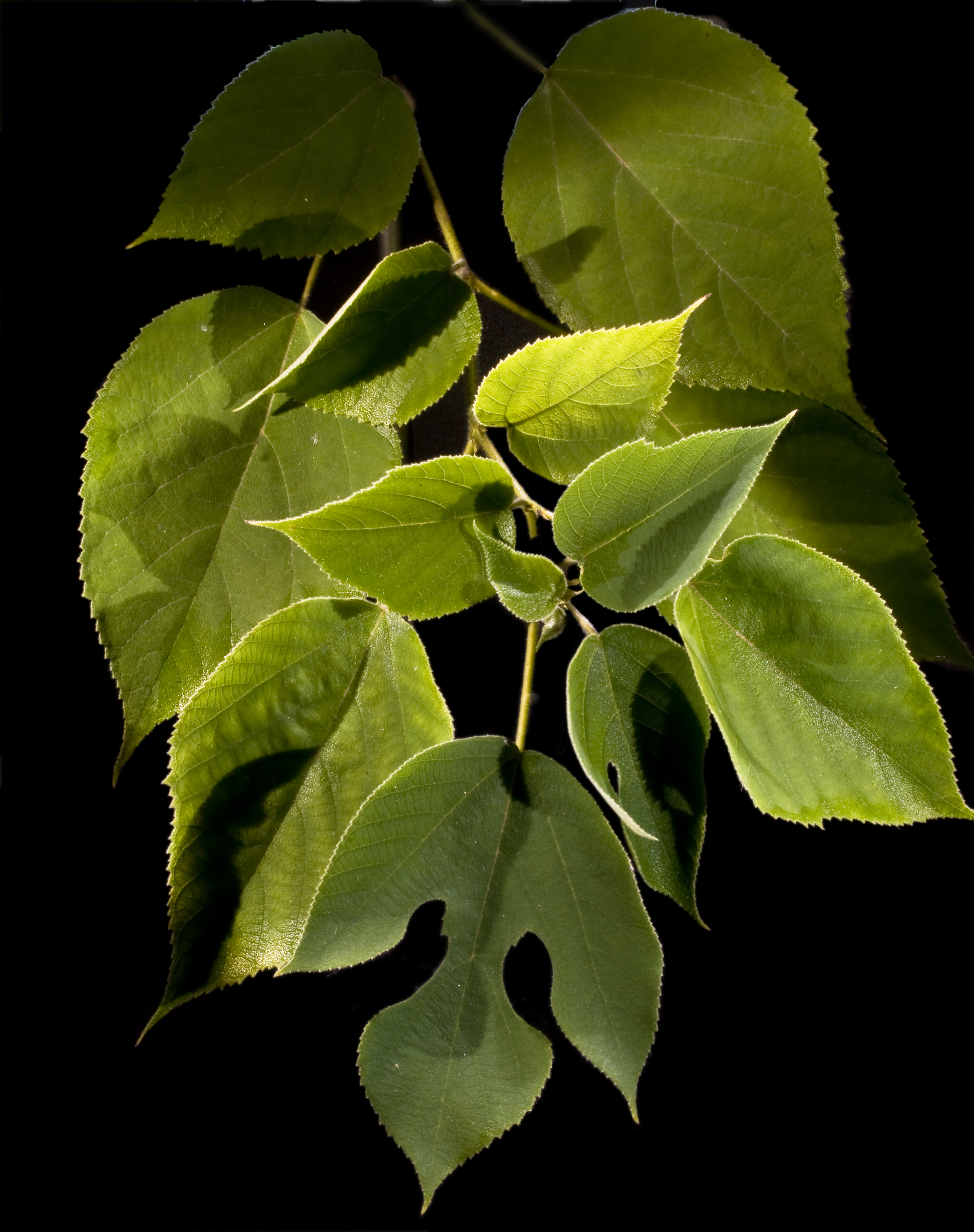
bladeren

Van februari tot april kan deze boom bijdragen aan pollenallergie. In Islamabad in Pakistan kan de hoeveelheid pollen in de lucht meer dan 40000 per m³ bedragen, wat de inwoners in de problemen kan brengen.

## Gebruik
De schors bestaat uit sterke vezels, die worden gebruikt voor de fabricage van papier van hoge kwaliteit. De jonge bladeren en twijgen worden gebruikt als hertenvoer.
Masi is een Fijiaanse term ter beschrijving van de papiermoerbei, die naar de eilanden in de Grote Oceaan werd gebracht door migranten. De schors wordt gebruikt om kleding (ook masi genoemd) te maken en wordt gekleurd en versierd met traditionele patronen. Deze kleding wordt gedragen tijdens Fijiaanse ceremonies, waaronder bruiloften, begrafenissen en geboortes.
De inwoners van de Lau-eilanden staan bekend om hun masibeschilderingen.